# Európai inváziós fajok listája
Az alábbi lista részben tartalmazza az idegenhonos inváziós fajok betelepítésének vagy behurcolásának és terjedésének megelőzéséről és kezeléséről szóló 1143/2014/EU európai parlamenti és tanácsi rendelet által meghatározott inváziós fajok jegyzékét (az Unió számára veszélyt jelentő idegenhonos inváziós fajok 1143/2014/EU európai parlamenti és tanácsi rendelet szerinti jegyzékének elfogadásáról szóló 2016/1141 európai bizottsági végrehajtási rendelet szerint).
A rendelet szabályokat állapít meg az Unión belül az idegenhonos inváziós fajok szándékos betelepítése és nem szándékos behurcolása, valamint terjedése által a biológiai sokféleségre gyakorolt káros hatás megelőzése, minimálisra csökkentése és mérséklése érdekében. Az egész Unióra érvényes rendelethez a fajok listáját 2016 júliusában fogadták el és a későbbiekben még bővíthetik.
Egy adott tagállam őshonos növény-, illetve állatvilágára ökológiai szempontból veszélyes fajok listája eltérhet más tagállamok listájától. Ez Magyarország tekintetében a kedvtelésből tartott állatok tartásáról és forgalmazásáról szóló 41/2010. (II. 26.) Korm. rendelet rendelet 1. számú mellékletében van felsorolva.
| Tudományos név                                                                      | Magyar név                                    | Kép |
| ----------------------------------------------------------------------------------- | --------------------------------------------- | --- |
| Baccharis halimifolia L.                                                            | tengerparti seprűcserje                       |     |
| Cabomba caroliniana Gray                                                            | karolinai tündérhínár                         |     |
| Callosciurus erythraeus Pallas 1779                                                 | csinos tarkamókus                             |     |
| Corvus splendens Viellot, 1817                                                      | indiai varjú                                  |     |
| Eichhornia crassipes (Martius) Solms                                                | közönséges vízijácint                         |     |
| Eriocheir sinensis H. Milne Edwards, 1854                                           | gyapjasollós rák                              |     |
| Heracleum persicum Fischer                                                          | perzsa medvetalp                              |     |
| Heracleum sosnowskyi Mandenova                                                      | Szosznovszkij-medvetalp (Sosnowsky-medvetalp) |     |
| Herpestes javanicus É. Geoffroy Saint-Hilaire, 1818                                 | jávai mongúz                                  |     |
| Hydrocotyle ranunculoides L. f.                                                     | hévízi gázló                                  |     |
| Lagarosiphon major (Ridley) Moss                                                    | fodros átokhínár                              |     |
| Lithobates (Rana) catesbeianus Shaw, 1802                                           | amerikai ökörbéka                             |     |
| Ludwigia grandiflora (Michx.) Greuter & Burdet                                      | nagyvirágú tóalma                             |     |
| Ludwigia peploides (Kunth) P.H. Raven                                               | sárgavirágú tóalma                            |     |
| Lysichiton americanus Hultén and St. John                                           | sárga lápbuzogány                             |     |
| Muntiacus reevesi Ogilby, 1839                                                      | kínai muntyákszarvas                          |     |
| Myocastor coypus Molina, 1782                                                       | nutria                                        |     |
| Myriophyllum aquaticum (Vell.) Verdc.                                               | közönséges süllőhínár                         |     |
| Orconectes limosus Rafinesque, 1817                                                 | cifrarák                                      |     |
| Orconectes virilis Hagen, 1870                                                      | északi cifrarák                               |     |
| Oxyura jamaicensis Gmelin, 1789                                                     | halcsontfarkú réce                            |     |
| Pacifastacus leniusculus Dana, 1852                                                 | jelzőrák                                      |     |
| Parthenium hysterophorus L.                                                         | keserű hamisüröm                              |     |
| Perccottus glenii Dybowski, 1877                                                    | amurgéb                                       |     |
| Persicaria perfoliata (L.) H. Gross (Polygonum perfoliatum L.)                      | ördögfarok-keserűfű                           |     |
| Procambarus clarkii Girard, 1852                                                    | kaliforniai vörösrák                          |     |
| Procambarus fallax (Hagen, 1870) f. virginalis                                      | virginiai márványrák                          |     |
| Procyon lotor Linnaeus, 1758                                                        | mosómedve                                     |     |
| Pseudorasbora parva Temminck & Schlegel, 1846                                       | kínai razbóra                                 |     |
| Pueraria montana (Lour.) Merr. var. lobata (Willd.) (Pueraria lobata (Willd.) Ohwi) | kudzu nyílgyökér                              |     |
| Sciurus carolinensis Gmelin, 1788                                                   | amerikai szürkemókus                          |     |
| Sciurus niger Linnaeus, 1758                                                        | amerikai rókamókus                            |     |
| Threskiornis aethiopicus Latham, 1790                                               | szent íbisz                                   |     |
| Trachemys scripta Schoepff, 1792                                                    | közönséges ékszerteknős                       |     |
| Vespa velutina nigrithorax de Buysson, 1905                                         | ázsiai lódarázs                               |     |